# Huangtian (köpinghuvudort i Kina, Zhejiang Sheng, lat 27,77, long 118,93)
Huangtian (kinesiska: 黄田, 西边) är en köpinghuvudort i Kina. Den ligger i provinsen Zhejiang, i den östra delen av landet, omkring 300 kilometer sydväst om provinshuvudstaden Hangzhou. Antalet invånare är 11 072. Befolkningen består av 5 297 kvinnor och 5 775 män. Barn under 15 år utgör 17,0 %, vuxna 15-64 år 69 %, och äldre över 65 år 13,0 %.
Runt Huangtian är det ganska tätbefolkat, med 90 invånare per kvadratkilometer. Närmaste större samhälle är Weitian, 15,5 km väster om Huangtian. I omgivningarna runt Huangtian växer i huvudsak blandskog.
Genomsnittlig årsnederbörd är 2 442 millimeter. Den regnigaste månaden är juni, med i genomsnitt 445 mm nederbörd, och den torraste är oktober, med 37 mm nederbörd.